# بولين نيومان
بولين نيومان (بالإنجليزية: Pauline Newman)‏ (و. 1927 – م) هي كيميائية، وقاضية من الولايات المتحدة الأمريكية ولدت في مدينة نيويورك.